# Иванов, Владимир Петрович (генерал)
Владимир Петрович Иванов (28 июля 1902 — 12 сентября 1991) — советский военный врач, генерал-майор медицинской службы, участник Великой Отечественной войны.

## Биография
Владимир Петрович Иванов родился 28 июля 1902 года в местечке Редькино (ныне — Озёрский район Московской области). В 1920 году был призван на службу в Рабоче-Крестьянскую Красную Армию. В 1921 году окончил отдел физического образования при Военно-педагогической академии Красной Армии, в 1922 году — Главную военную школу физического образования. Преподавал физическую культуру, гимнастику, фехтование в различных военных учебных заведениях. В 1932 году окончил Военно-медицинскую академию, после чего служил в различных частях Морских сил Балтийского моря (Балтийского флота), был старшим врачом, бригадным врачом, заведующим психофизиологической лабораторией, врачом-инструктором по физической подготовке. С 1939 года служил в Медико-санитарном управлении Военно-морского флота СССР, был врачом-инструктором по физической подготовке, затем начальником отдела кадров.
В годы Великой Отечественной войны продолжал возглавлять кадровое подразделение Медико-санитарного управления Военно-морского флота СССР. Ведал всеми вопросами комплектования действующих флотов военными врачами, сумев обеспечить все корабли, части и лечебно-профилактические учреждения квалифицированными кадрами. Кроме того, грамотно распределял крупных специалистов медицинской службы, внеся значительный вклад в дело своевременного и успешного оказания лечебной помощи раненым и больным морякам. Большое внимание уделял вопросам улучшения подготовки военно-медицинских кадров в Высшем военно-морском медицинском училище и Военно-морском фельдшерском училище. В апреле-июне 1942 года находился в блокадном Ленинграде, не раз также выезжал на действующие флоты, лично занимаясь кадровыми вопросами на местах.
После окончания войны продолжал службу в Военно-морском флоте СССР. В 1947—1952 годах был начальником военно-медицинского факультета Военно-морской медицинской академии, в 1952—1956 годах — начальником общемедицинского факультета этого же учебного заведения. С августа 1956 года являлся начальником военно-морского факультета Военно-медицинской академии. В 1965 году вышел в отставку. Умер 12 сентября 1991 года.

## Наградной лист
- Орден Ленина (10 ноября 1945 года);
- 2 ордена Красного Знамени (3 ноября 1944 года, 15 ноября 1950 года);
- 2 ордена Отечественной войны 1-й степени (8 июля 1945 года, 6 апреля 1985 года);
- Орден Красной Звезды (22 июля 1944 года);
- Медали.